# Lionel Mapoe
Pas d'image ? Cliquez ici

a Compétitions nationales et continentales officielles uniquement.

b Matchs officiels uniquement.
Dernière mise à jour le 14 août 2021.
Lionel Mapoe, né le 13 juillet 1988 à Port Elizabeth (Afrique du Sud), est un joueur de rugby à XV international sud-africain évoluant essentiellement au poste de centre. Il évolue avec la province des Blue Bulls en Currie Cup depuis 2021. Il mesure 1,82 m pour 87 kg.

## Carrière

### En club
Lionel Mapoe commence sa carrière professionnelle en 2008 avec la province des Free State Cheetahs en Vodacom Cup, puis, l'année suivante, il fait également ses débuts en Currie Cup avec cette même équipe.
En 2010, il est sélectionné par les Cheetahs et fait ses débuts en Super Rugby.
Il ne reste cependant qu'une saison avec la franchise de Bloemfontein avant de rejoindre les Lions en 2011, après un transfert avorté vers les Sharks,.
En 2013, quand les Lions perdent leur place en Super Rugby au profit des Southern Kings, il est prêté une saison aux Bulls pour qu'il puisse continuer à jouer au plus haut niveau.
Il rejoint en 2015 le club japonais des Kubota Spears qui évolue en Top League, tout en continuant à jouer avec les Lions. Il joue trois saisons avec ce club, avant de focaliser à nouveau pleinement sur les Lions en 2018. Il fait également son retour avec les Golden Lions en 2018.
En 2019, après six saisons aux Lions, il rejoint le Stade français en Top 14 pour un contrat de deux saisons. Au terme d'une première saison plutôt décevante, et après l'éviction de son compatriote Heyneke Meyer du poste d'entraîneur, il est libéré de son contrat et quitte le club.
Peu après son départ du Stade français, il décide de rejoindre le Stade niçois dans le nouveau championnat professionnel de troisième division, la Nationale,.
En juin 2021, il fait son retour en Afrique du Sud, et rejoint la province des Blue Bulls en Currie Cup, entraînée par Jake White,.

### En équipe nationale
Lionel Mapoe dispute le championnat du monde junior 2008 avec l'équipe d'Afrique du Sud des moins de 20 ans. Il inscrit cinq essais en quatre matchs lors de la compétition.
Il joue en 2009 avec l'équipe d'Afrique du Sud de rugby à sept.
Il a été appelé pour la première fois en équipe nationale à XV en avril 2011 dans la liste provisoire de 51 joueurs dans le cadre de la préparation à la coupe du monde 2011. Il ne sera cependant pas retenu par la suite et n'est rappelé que quatre années plus tard, en 2015, pour disputer le Rugby Championship.
Lionel Mapoe obtient sa première cape internationale avec l'équipe d'Afrique du Sud le 25 juillet 2015 à l’occasion d’un match contre l'équipe de Nouvelle-Zélande à Johannesbourg. 

## Palmarès
- Vainqueur de la Currie Cup en 2011 et 2015 avec les Golden Lions.
- Finaliste du Super Rugby en 2016, 2017 et 2018 avec les Lions.

## Statistiques
Au 14 août 2021, Lionel Mapoe compte quatorze capes en équipe d'Afrique du Sud, dont six en tant que titulaire, depuis le 25 juillet 2015 contre l'équipe de Nouvelle-Zélande à Johannesbourg. Il a inscrit deux essais (10 points). 
Il participe à trois éditions du Rugby Championship, en 2015, 2016 et 2018. Il dispute huit rencontres dans cette compétition.